# Eduard Eysenck
Eduard Anton Eysenck (* 28. März 1889 in Bergisch Gladbach; † 1972), auch Edward Eyseneck oder Edward Eysenek, war ein deutscher Stummfilmschauspieler und Kabarettist. Er war der Vater des Psychologen Hans Jürgen Eysenck und Großvater des Psychologen Michael W. Eysenck.

## Filmografie
- 1918: Ein Lied von Haß und Liebe
- 1918: Marionetten des Hasses
- 1919: Die Nackten. Ein sozialpolitischer Film
- 1919: Störtebeker
- 1919: Ein Abenteurer
- 1919: Halbblut
- 1919: Cagliostros Totenhand
- 1919: Der Weg, der zur Verdammnis führt, 2. Teil. Hyänen der Lust
- 1919: Kinder der Liebe, 1. Teil
- 1920: Schwarzwaldmädel
- 1920: Spuk auf Schloß Kitay
- 1920: Lederstrumpf 1. Teil: Der Wildtöter und 2. Teil: Der letzte Mohikaner
- 1920: Die Kronjuwelen des Herzogs von Rochester
- 1920: Des Toten Rache
- 1921: Lotte Hagedorn
- 1921: Ihr letzter Tanz